# Heliconius sprucei
Heliconius sprucei är en fjärilsart som beskrevs av Battes 1864. Heliconius sprucei ingår i släktet Heliconius och familjen praktfjärilar. Inga underarter finns listade i Catalogue of Life.